# London and North Eastern Railway

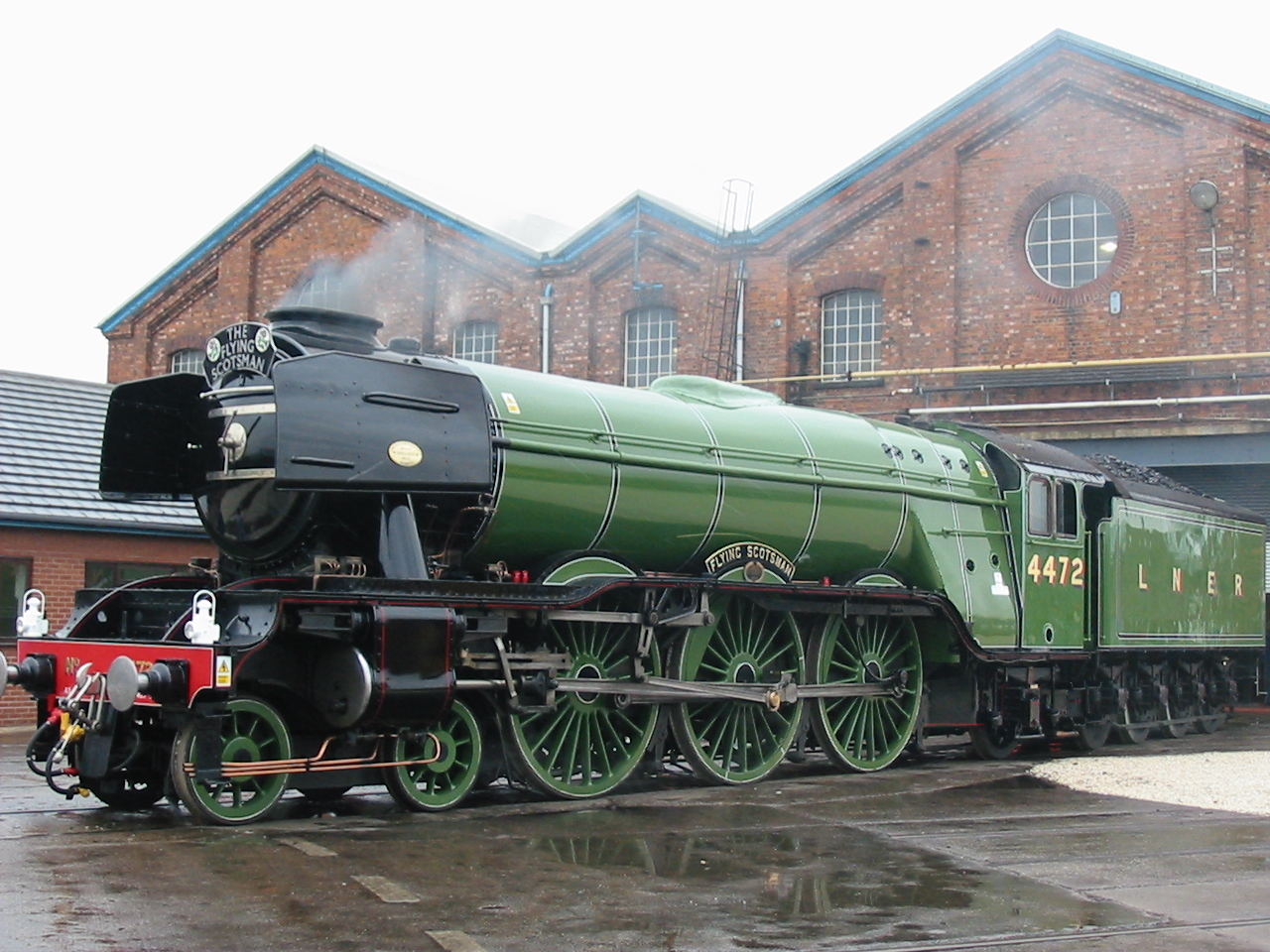
Самый известный локомотив класса A1/A3, A3 4472 «Летучий шотландец».

Железная дорога Лондона и Северо-Востока (англ. London and North Eastern Railway, LNER) — вторая по размерам компания «Большой Четверки» железнодорожных компаний, созданных объединением всех остальных компаний Великобритании по Железнодорожному акту 1921 года. Компания существовала с 1 января 1923 года до национализации 1 января 1948 года, когда она стала частью British Railways.

## Создание
Основными составляющими компаниями LNER стали:
- Great Eastern Railway[англ.]
- Great Central Railway[англ.]
- Great Northern Railway
- Great North of Scotland Railway[англ.]
- Hull and Barnsley Railway[англ.]
- North British Railway[англ.]
- North Eastern Railway[англ.]

Общая протяженность путей составляла 10 610 километров. North Eastern Railway перед объединением владела самыми протяженными путями в 2828 км, а Hull and Barnsley Railway — лишь 171,4 км.
LNER владела:
- 7 700 локомотивов, 20 000 пассажирских вагонов, 29 700 грузовых вагонов, 140 единиц электрического подвижного состава, 6 электровозов и 10 моторвагонов.
- 6 турбоходов и 36 иных пароходов и плавсредств.

LNER, в партнерстве с London, Midland and Scottish Railway (LMS), была совладельцем Midland and Great Northern Joint Railway (M&GNJR), крупнейшей совместной железной дорогой Великобритании, большая часть которой конкурировала с собственными маршрутами LNER. В 1936 году M&GNJR была полностью присоединена к железной дороге Лондона и Северо-Востока. В 1933 году, когда был создан Лондонский совет пассажирского транспорта (отвечавший за пассажирские перевозки в Лондоне и округе), LNER достались не вошедшие в совет линии Metropolitan Railway.

## География маршрутов

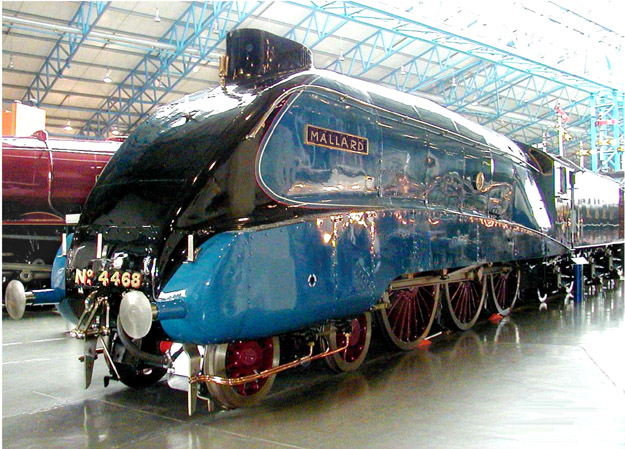
A4 Pacific Mallard, паровоз, до сих пор владеющий рекордом скорости паровоза.

London and North Eastern Railway покрывала территории на север и на восток от Лондона. Маршрутная сеть включала East Coast Main Line, одну из главных линий страны, идущую из Лондона в Эдинбург через Йорк и Ньюкасл-апон-Тайн, а также линии из Эдинбурга в Абердин и Инвернесс. Большая часть Британии к востоку от Пеннинских гор находилось в сфере влияния компании, включая Восточную Англию. Основные мастерские компании располагались в Донкастере, также располагались в Дарлингтоне, Инверури и Стратфорде.
LNER получил в своё распоряжение 4 вокзала в Лондоне: Фенчёрч Стрит (ранее принадлежала London and Blackwall Railway); Кингс-Кросс (ранее Great Northern Railway); Ливерпуль-стрит (ранее Great Eastern Railway); и Мэрилебон (бывшая Great Central Railway).
Также из Лондона компания совершала пригородные перевозки со станций Брод стрит (London, Midland and Scottish Railway) и Мургейт (Metropolitan Railway).

## Дополнительная деятельность
В период перед появлением большой четверки, железные дороги часто владели не только непосредственно железными дорогами, составами и мастерскими, но и участвовали в сопутствующих видах бизнеса. При объединении LNER получила:
- 8 водных каналов
- Доки и пристани в 20 местах, включая Гримсби, Хартлпул, Кингстон-апон-Халл, Мидлсбро, несколько портов в восточной Шотландии, Харидж и Лондон
- Другие портовые активы (склады, причалы, пирсы)
- 2 электрифицированных трамвайных линии
- 23 гостиницы
- Доля 49 % в компании перевозок Mutter, Howey & Co. Ltd.[6]
- 22 корабля различного тоннажа

Компании также достались доли в различных автобусных компаниях. В Галифаксе и Шеффилде компания участвовала в совместном комитете омнибусов.
В 1935 году компания приняла участие в создании корабельной компании Associated Humber Lines Ltd.
В 1938 году LNER владела 800 тракторам «Механическая лошадь» и была крупнейшим владельцем средств такого типа.

## Цветовые схемы

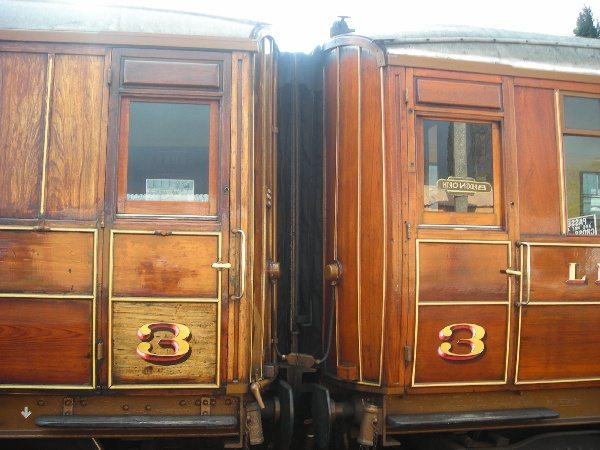
Пассажирский вагон LNER, обшитый деревянными панелями.

Наиболее распространенной раскраской были разлинованный яблочно-зелёный на пассажирских локомотивах и одноцветный чёрный на грузовых, на обоих золотые буквы. Пассажирские вагоны обычно были покрыты лакированными тиковыми панелями, редкие металлические вагоны, имевшиеся в компании, также красились в цвет дерева.
Некоторые особые поезда и локомотивы LNER Class A4 красились и в другие цвета, включая серебристый и синий.

## Реклама
Маршруты LNER покрывали значительную часть Великобритании от Лондона и до северо-востока Англии и Шотландии. Объединение в 1923 году означало, что бывшие конкуренты должны теперь работать вместе. Задача создать узнаваемый бренд была дана Уильяму Тиздейлу, первому руководителю направления рекламы. Тиздейл восхищался руководителем рекламы лондонского метрополитена того времени, который создавал чрезвычайно запоминающиеся плакаты. Тиздейл не задавал строгих рамок своим художникам, а давал им немного свободы. Уильям Баррибал стал автором серии постеров в стиле Ар-деко в 1920-х-1930-х. Когда Тиздейл был повышен до заместителя директора, его преемник Сесил Дандбридж продолжил эту политику и занимал этот пост вплоть до национализации. Во многом благодаря Дандбриджу шрифт Гилл Санс был принят как корпоративный в British Railways.
LNER была очень промышленной компанией, перевозя треть всего угля Британии и получая две трети доходов от всех грузовых перевозок. Но несмотря на это, основной образ был гламурным, с быстрыми поездами и утончёнными маршрутами. Реклама компании обычно была более продуманной и современной, чем у её конкурентов. Нанимались лучшие художники и дизайнеры, чтобы стимулировать людей посещать курорты восточного побережья летом.

## После Второй мировой
Компания была национализирована в 1948 году вместе с остальными железнодорожными компаниями страны. Юридически компания существовала ещё два года и формально закрылась 23 декабря 1949 года.
Во время приватизации British Rail в 1996 году франшиза дальних экспрессов по East Coast Main Line выиграла компания Sea Containers, которая назвала операторскую компанию Great North Eastern Railway (GNER), имя и сокращение, похожие на LNER.